# Museu Nacional de Antropologia (Espanha)
O Museu Nacional de Antropologia (em castelhano:  Museo Nacional de Antropología) é um museu nacional da Espanha, localizado em Madrid, próximo do Parque do Retiro e frente à estação ferroviária de Atocha. É considerado o mais antigo museu de antropologia da Espanha, inaugurado em 29 de abril de 1875, durante o reinado de Afonso XII.